# Yungipicus nanus
Yungipicus nanus (лат.) — вид птиц из семейства дятловых. Один источник приводит русское название большой острокрылый дятел, но это название занято видом Yungipicus canicapillus.

## Описание
Очень небольшой дятел с пёстрым оперением. Основные цвета окраски коричневый и белый. На голове имеется коричневая корона, окантованная красным у самцов. Хвост в белых пятнах.
Распространён в Индии, Непале, на Шри-Ланке.
МСОП присвоил таксону охранный статус «Виды, вызывающие наименьшие опасения» (LC).

## Синонимы
В синонимику вида входят следующие биномены:
- Dendrocopos nanus (Vigors, 1832)
- Picoides nanus (Vigors, 1832)

## Галерея

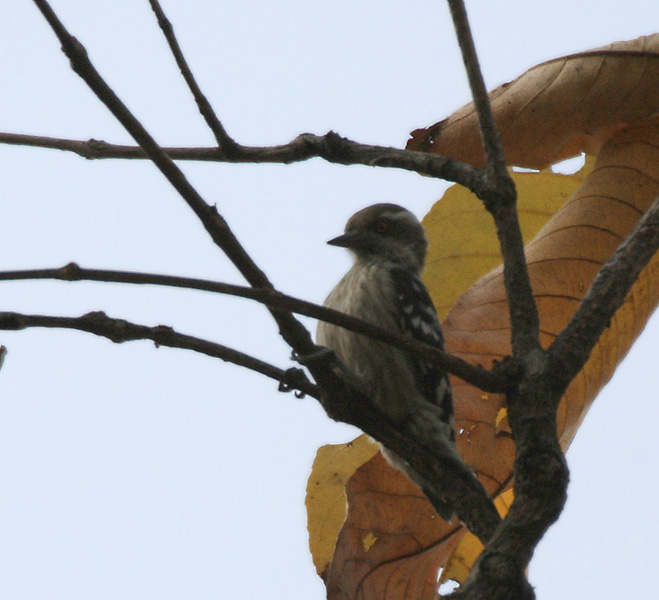
В Kawal Wildlife Sanctuary, Индия
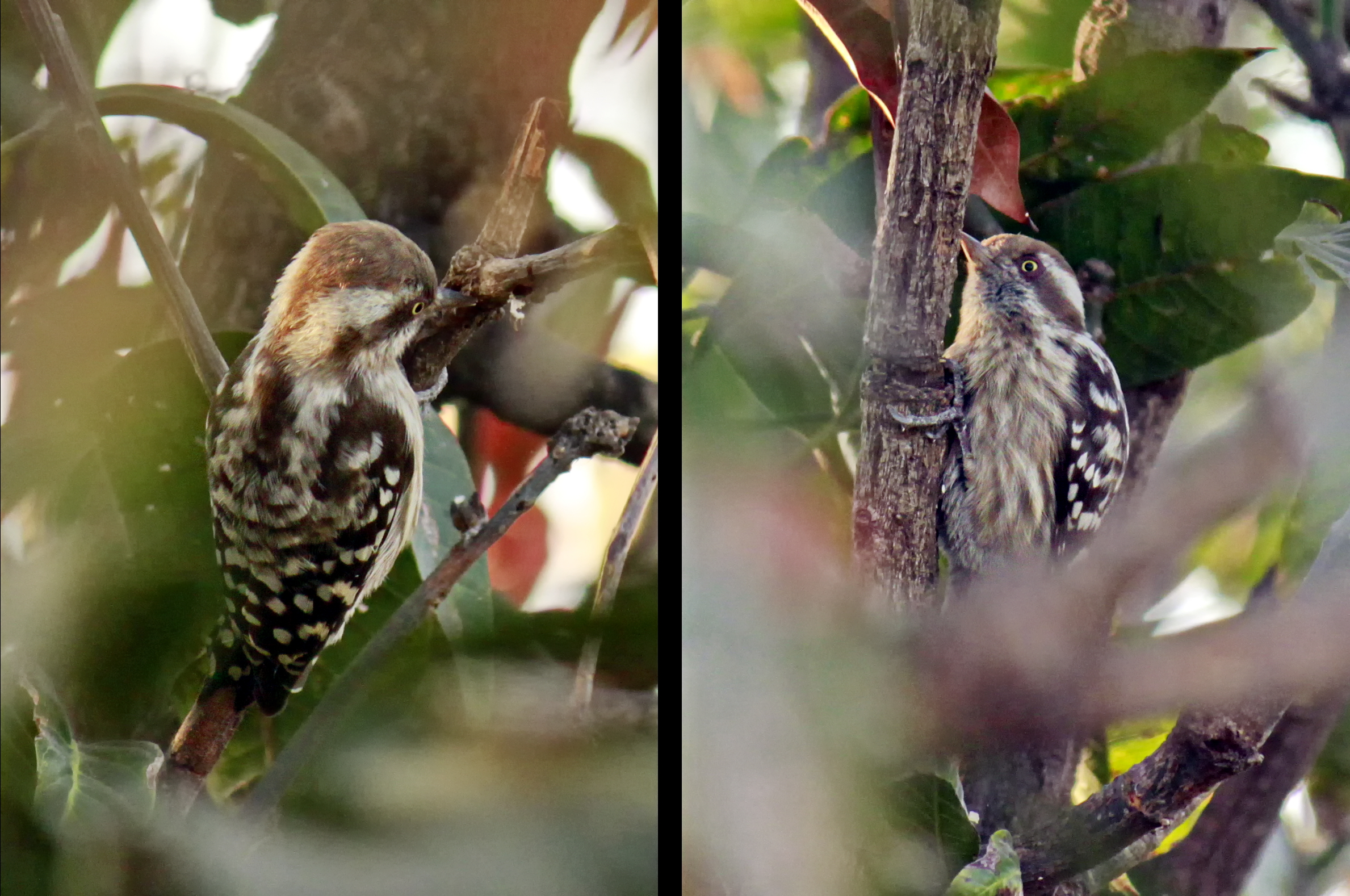
В Haldwani, Uttarakhand, Индия